# Triticeae
Tribu
Les Triticeae sont une tribu de plantes monocotylédones de la famille des Poaceae, sous-famille des Pooideae.
Cette tribu comprend différents genres de plantes herbacée, dont de nombreuses espèces ont été domestiquées. 
Parmi les principales plantes cultivées de cette tribu figurent les blés (cf. Taxonomie du blé), les orges et les seigles.
Dans les autres genres, figurent des plantes cultivées soit pour la consommation humaine, soit pour l'alimentation animale ou pour la protection des pâturages. 
Parmi les espèces cultivées au niveau mondial, cette tribu possède quelques-unes des histoires génétiques les plus complexes.
Un exemple est celui du blé panifiable, dont le génome contient des gènes provenant de trois espèces, dont une seule est à l'origine un « blé » (genre Triticum). 
Les  protéines de stockage des graines de Triticeae sont impliquées dans diverses intolérances et allergies alimentaires.

## Liste des genres
Selon Soreng et al (A worldwide phylogenetic classification of the Poaceae (Gramineae), 2015), la tribu des Triticeae regroupe  503 espèces réparties en 27 genres, eux-mêmes classés dans deux sous-tribus, les Hordeinae (22 genres, 448 espèces) et les Triticinae (5 genres, 45 espèces). A ces genres s'ajoutent une vingtaine de nothogenres (hybrides intergénériques).

### Sous-tribu desHordeinae
- Agropyron
- Anthosachne
- Australopyrum
- Connorochloa
- Crithopsis
- Douglasdewya
- Elymus (syn. : Campeiostachys, Elytrigia, Hystrix, Roegneria, Sitanion)
- Eremopyrum
- Festucopsis
- Henrardia
- Heteranthelium
- Hordelymus
- Hordeum (syn. :  Critesion)
- Kengyilia
- Leymus (syn. : Aneurolepidium, Eremium, Macrohystrix, Microhystrix)
- Pascopyrum
- Peridictyon
- Psathyrostachys
- Pseudoroegneria
- Secale
- Stenostachys
- Taeniatherum

### Sous-tribu desTriticinae
- Aegilops
- Amblyopyrum
- Dasypyrum
- Thinopyrum
- ×Triticosecale
- Triticum

## Espèces cultivées ou comestibles

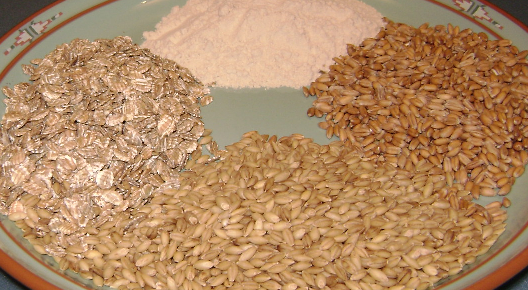
Divers produits commerciaux issus de cultivars de Triticeae. À partir du haut dans le sens horaire : farine de blé, épeautre, grains d'orge, seigle écrasé.

### Aegilops
- Diverses espèces (rarement identifiables précisément dans les restes archéologiques) sont présentes dans les vestiges archéobotaniques pré-agrariens provenant de sites du Moyen-Orient. Leurs grains comestibles étaient sans aucun doute récoltés comme ressource alimentaire de cueillette.
- Aegilops speltoides - ancienne graine alimentaire, source présumée du génome B chez le blé tendre et du génome G chez Triticum timopheevii[3].
- Aegilops tauschii - Source de génome D chez le blé.

### Amblyopyrum
- Amblyopyrum muticum - Source du génome T.

### Elymus
Diverses espèces sont cultivées comme plantes fourragères ou pour protéger les jachères contre les espèces opportunistes ou envahissantes.
- Elymus canadensis - comestible, apte à la production de farine, graines minuscules[4].
- Elymus trachycaulus - cultivars fourragers[5].

### Hordeum(orges)
- Hordeum vulgare - orge commune (6 sous-espèces, environ 100 cultivars)
- Hordeum bulbosum (orge bulbeuse) - graines comestibles[6].
- Hordeum murinum (orge des rats) - apte à la production de farine, cuisiné comme le pinole, usage médicinal (diurétique)[7].

### Leymus
- Leymus arenarius (blé d'azur) - apte à la production de farine, additif alimentaire possible[8].
- Leymus racemosus - céréale tolérante à la sécheresse, utilisée en Russie[9].
- Leymus condensatus  - graines comestibles, récolte problématique des petites graines[10].
- Leymus triticoides  - utilisée en Amérique du Nord, les poils des graines doivent être brûlés[11].

### Secale(seigles)
- Secale cereale (seigle) - alimentation animale et pain au levain - six sous-espèces.
- Secale strictum - activement cultivé[12].
- Secale sylvestre - activement cultivé dans les montagnes du Tibet et de Chine[13].
- Secale vavilovii - graines comestibles, épaississant[14].

### Thynopurum
- Thinopyrum intermedium cultivé, utilisable en fourrage et pour la consommation humaine

### Triticum(blés)
- Triticum aestivum (blé tendre) - (génome AABBDD).
  - Triticum compactum (blé compact).
  - Triticum macha  (blé macha, vêtu).
  - Triticum spelta (épeautre, vêtu).
  - Triticum sphaerococcum (blé indien).
- Triticum monococcum (engrain) (génome A).
- Triticum timopheevii (blé zanduri).
- Triticum turgidum (blé poulard) (génome AABB)[15].
  - Triticum carthlicum (blé de perse).
  - Triticum dicoccoides (amidonnier sauvage)
  - Triticum dicoccum (amidonnier cultivé) - utilisé pour préparer le farro.
  - Triticum durum (blé dur).
  - Triticum paleocolchicum (blé de Colchide).
  - Triticum polonicum (blé de Galice).
  - Triticum turanicum (blé de Khorasan).